# Aradjadzor
Aradjadzor (in armeno Առաջաձոր?) o Dovshanly (in azero Dovşanlı) è una comunità rurale del Kəlbəcər in Azerbaigian, fino al 2024 appartenente alla regione di Martakert nella repubblica di Artsakh (fino al 2017 denominata repubblica del Nagorno Karabakh).
Il paese conta poco più di settecento abitanti e si trova sulla sponda sinistra nella vallata del fiume Khachenaget.